# 平下神谷
平下神谷（たいら しもかべや）は、福島県いわき市の大字である。郵便番号は970-0101。

## 地理
いわき市中央部の平地区に属し、地区内北東部の沿岸部に位置する。北で平下片寄、平泉崎、平原高野、四倉町細谷、四倉町下仁井田、南で平下大越、平上大越、平荒田目、平山崎、西で平中神谷とそれぞれ隣接する。概ね町村制施行以前の磐城郡下神谷村の流れを汲む地域である。二級水系夏井川と支流の原高野川、赤沼川に囲まれた平地を中心に範囲とする。西部は国道6号や旧陸全浜街道沿いを中心に市街化が進み、東部の沿岸部の平地は水田が広がる。内郷御厩町に所在するいわき中央警察署及び平字正内町に所在する平消防署がそれぞれ管轄にあたる。

### 主な字
字
- 岸前
- 北一里塚
- 内宿
- 御城
- 宿
- 仲田
- 出口
- 山ノ内
- 下屋敷
- 赤沼

- 立場
- 北大坂
- 蓑輪
- 近藤
- 大神原
- 東根田倉
- 人取沼
- 馬洗
- 大師
- 西大苗代

- 東大苗代
- 立田帯
- 堤原
- 松影
- 原際
- 釜ノ後
- 釜ノ台
- 鍛冶分
- 表川
- 志賀分

- 南六十枚
- 二合地
- 六十枚
- 下川原
- 屋敷
- 大田代
- 馬場塚
- 土井
- 本内
- 久保田

- 本内記
- 南内記
- 吉袋
- 沢帯
- 亀下
- 壁無
- 天神
- 南一里塚
- 石淵
- 後原

## 河川
- 夏井川
  - 横川
    - 原高野川
      - 赤沼川
        - 三夜川

    - 中井川
    - 横川内排水路

## 歴史
- 1874年2月12日 - 幕府領下神谷村が赤沼村、六十枚村と合併する[4]。
- 1879年1月27日 - 下神谷村が福島県内における郡区町村制の施行により磐城郡の村となる[4]。
- 1889年4月1日 - 町村制の施行により下神谷村が泉崎村、原高野村、絹谷村、馬目村、水品村、北神谷村と合併し、磐城郡草野村が発足する。旧下神谷村域は草野村の大字となる[4]。
- 1896年4月1日 - 磐城郡と周辺郡との合併により石城郡が発足し、石城郡草野村となる[4]。
- 1954年10月1日 - 草野村が平市と合併し、平市の大字となる[4]。
- 1966年10月1日 - 平市が磐城市・常磐市・内郷市・勿来市、石城郡小川町・遠野町・四倉町・川前村・田人村・好間村・三和村、双葉郡久之浜町・大久村と合併しいわき市となり、いわき市平地区の大字となる[4]。

## 世帯数と人口
2023年10月31日現在の世帯数と人口は以下の通りである。
| 大字     | 世帯数   | 人口   |
| -------- | -------- | ------ |
| 平下神谷 | 2454世帯 | 5547人 |

## 小・中学校の学区
市立小・中学校に通う場合、学区は以下の通りとなる。
| 番地 | 小学校               | 中学校               |
| ---- | -------------------- | -------------------- |
| 全域 | いわき市立草野小学校 | いわき市立草野中学校 |

## 交通

### 鉄道
- 東日本旅客鉄道（JR東日本）常磐線

隣接する平泉崎に草野駅が所在する。

### 道路
- 国道6号
  - 常磐バイパス
    - 夏井川橋

  - 下神谷橋
  - 赤沼橋
- 国道399号 - 国道6号分岐部の一部のみ
- 福島県道15号小名浜四倉線
  - 石渕橋
  - 内宿橋
- 福島県道35号いわき浪江線
- 福島県道159号草野停車場線
- 福島県道382号豊間四倉線
  - ** 磐城舞子橋

### バス
新常磐交通路線バス
- （いわき駅方面） - 六十枚入口 - 八丁樋入口 - 赤沼入口 - 新舞子入口 - 国道草野 - （四倉方面）
  - いわき駅～四倉

## 施設
- 北部浄化センター
- いわき市立草野中学校
- いわき市立草野小学校
- 磐城高等芸術商科総合学園
- 来迎保育園
- マルト 神谷店
- マルト SC草野店
- コメリ いわき草野店
- 大東銀行 神谷支店